# Маріо Рігамонті
Маріо Рігамонті (італ. Mario Rigamonti, нар. 17 грудня 1922, Брешія — пом. 4 травня 1949, Суперга) — італійський футболіст, півзахисник.
Насамперед відомий виступами за клуб «Торіно», а також національну збірну Італії. Разом з партнерами по туринській команді трагічно загинув в авіаційній катастрофі на горі Суперга 4 травня 1949 року.
Чотириразовий чемпіон Італії.

## Клубна кар'єра
Народився 17 грудня 1922 року в місті Брешія. Вихованець юнацьких команд футбольних клубів «Брешія» та «Торіно».
У дорослому футболі дебютував 1944 року виступами на умовах оренди за команду клубу «Брешія», в якій провів 13 матчів чемпіонату.
Протягом 1945 року, також як орендований гравець, захищав кольори команди клубу «Лекко».
Того ж 1945 року приєднався до головної команди клубу «Торіно», за який встиг відіграти лише 4 сезони. Більшість часу, проведеного у складі «Торіно», був основним гравцем команди. За цей час чотири рази виборював титул чемпіона Італії.
Свій останній, четвертий, титул чемпіона Італії в сезоні 1948–49 Рігамонті отримав вже посмертно — 4 травня 1949 року команда трагічно загинула в авіакатастрофі на горі Суперга неподалік Турина. До кінця першості лишалося 4 тури, «Торіно» очолював турнірну таблицю, і всі загиблі гравці клубу посмертно отримали чемпіонський титул після того, як гравці молодіжної команди клубу, що догравали сезон в Серії A, виграли в усіх чотирьох останніх матчах першості. Варто зазначити, що їх суперники («Дженоа», «Палермо», «Сампдорія» та «Фіорентина») у цих матчах з поваги до загиблих чемпіонів також виставляли на поле молодіжні склади своїх клубів.

## Виступи за збірну
1947 року дебютував в офіційних матчах у складі національної збірної Італії. Протягом кар'єри у національній команді, яка протривала усього 3 роки, провів у формі головної команди країни 3 матчі.

## Титули і досягнення
- Чемпіон Італії (4):

«Торіно»: 1945–46, 1946–47, 1947–48, 1948–49